# Cardiocondyla
Cardiocondyla là một chi kiến thuộc họ Formicidae.
Các chi có họ hàng gần là Leptothorax, Stereomyrmex và Romblonella.

## Các loài
- C. atalanta
- C. batesii
- C. bicoronata
- C. brachyceps
- C. breviscapus
- C. britteni
- C. bulgarica
- C. carbonaria
- C. cristata
- C. elegans
- C. emeryi
- C. fajumensis
- C. gallagheri
- C. gallilaeica
- C. gibbosa
- C. goa
- C. insutura
- C. israelica
- C. jacquemini
- C. kagutsuchi
- C. koshewnikovi
- C. kushanica
- C. littoralis
- C. longiceps
- C. longinoda
- C. luciae
- C. mauritanica
- C. melana
- C. minutior
- C. monardi
- C. nana
- C. neferka
- C. nigra
- C. nigrocerea
- C. nivalis
- C. nuda
- C. obscurior
- C. opaca
- C. opistopsis
- C. papuana
- C. paradoxa
- C. paranuda
- C. parvinoda
- C. persiana
- C. pirata
- C. rugulosa
- C. sahlbergi
- C. sekhemka
- C. semirubra
- C. shagrinata
- C. shuckardi
- C. sima
- C. stambuloffii
- C. strigifrons
- C. tenuifrons
- C. thoracica
- C. tibetana
- C. tiwarii
- C. tjibodana
- C. ulianini
- C. unicalis
- C. venustula
- C. weserka
- C. wheeleri
- C. wroughtonii
- C. yemeni
- C. yoruba
- C. zoserka